# Cethosia thadana
Cethosia thadana är en fjärilsart som beskrevs av Pierre André Latreille och Jean Baptiste Godart 1819. Cethosia thadana ingår i släktet Cethosia och familjen praktfjärilar. Inga underarter finns listade i Catalogue of Life.